# Dendrophyllia paragracilis
Espèce
Statut CITES
Dendrophyllia paragracilis est une espèce de coraux de la famille des Dendrophylliidae.

## Répartition
L'holotype de Dendrophyllia paragracilis, une colonie de 72 mm de largeur pour 80 mm de hauteur, a été découvert à 1 m de profondeur dans l'archipel d'Ogasawara.

## Étymologie
Son nom spécifique, composé du latin para, « à côté de », et de gracilis, fait référence à sa grande ressemblance avec l'espèce Dendrophyllia gracilis.

## Publication originale
- Ogawa & Takahashi, 2000 : Notes on Japanese ahermatypic corals -II. New species of Dendrophyllia. Publications of the Seto Marine Biological Laboratory,vol. 39, n. 1, pp. 9-16 (texte intégral) (en) [PDF].